# アウトバーン 10
アウトバーン 10（ドイツ語: Bundesautobahn 10, BAB 10 または A 10）は、ドイツの高速道路、アウトバーンの一路線である。通称：ベルリン環状道路（Berliner Ring）という。

## 概要
ドイツの首都ベルリンを囲む環状道路で、196 kmの長さでヨーロッパの最も長い環状高速道路とされている。その路線のほとんどがブランデンブルク州にあるが、北東の短い一区間がベルリン州も経由する。しかし、2018年現在、ベルリン州内の区間にICやJCTはない。
環状道路のため、厳密的に起点と終点はない。IC番号はベルリン北東付近のバルニムJCTが1であり、時計回りの順で続く。ベルリン市内のアウトバーン路線の他に複数の主要なアウトバーン路線がA10から分岐して、ベルリンをドイツ全国各地や隣接地方の主要都市と接続する。それらは以下の通りである。
- A11（ベルリン - ポーランドシュチェチン）
- A12（ベルリン - ポーランドの首都ワルシャワ）
- A13（ベルリン - ザクセン州の州都ドレスデン）
- A9（ベルリン - バイエルン州の州都ミュンヘン）
- A2（ベルリン - ドイツ最大都市圏のルール地方）
- A24（ベルリン - ハンブルク）

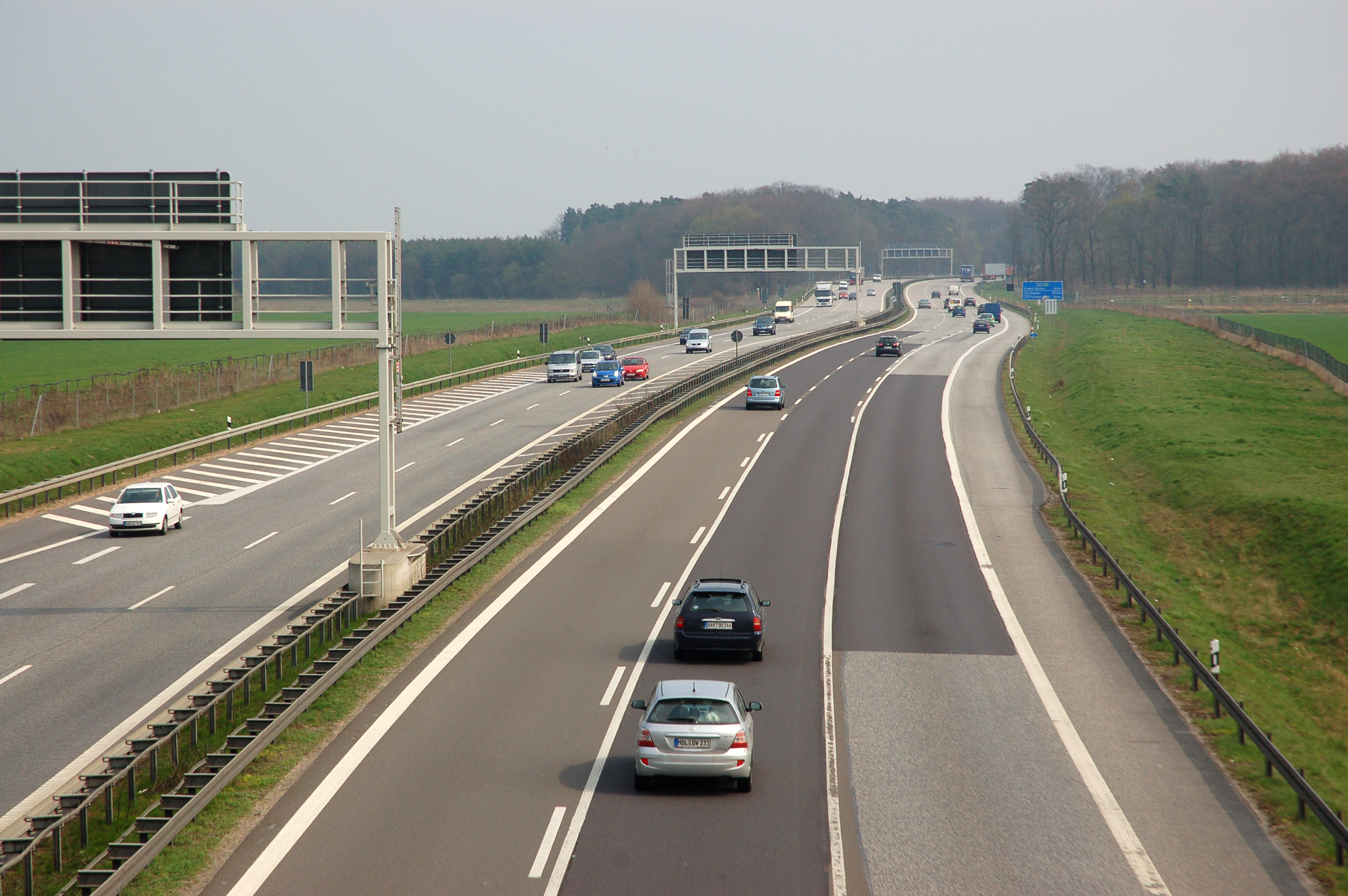
バルニムJCT付近
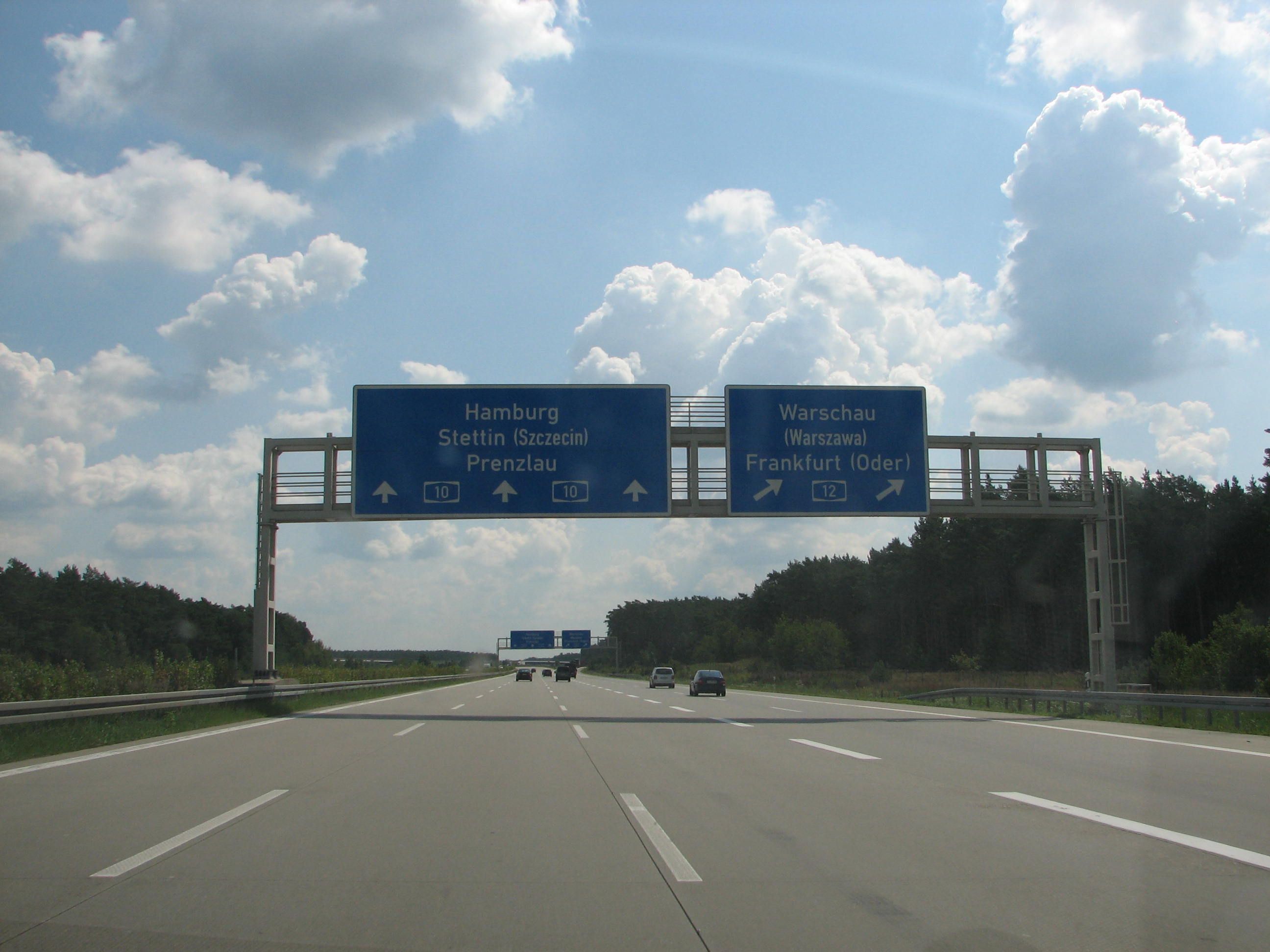
シュプレーアウJCT
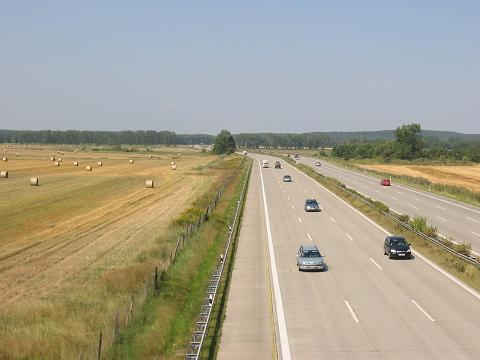
ヌーテタールJCT付近
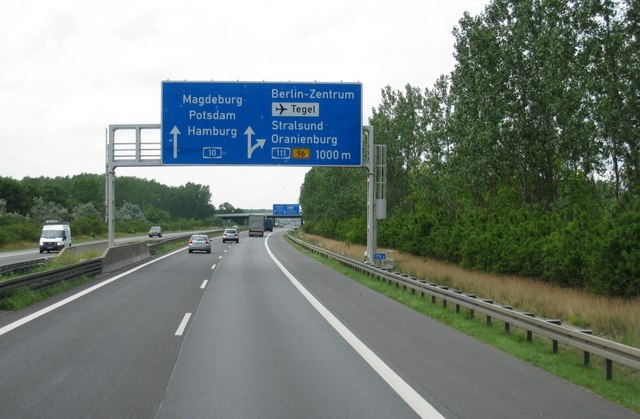
オラーニエンブルクJCT付近

## 行程
- 計画段階の新規インターチェンジおよびジャンクションは含まれていない。
- 接続路線名の特記がないものは州道または郡道。

| アウトバーン 10の行程一覧表 | アウトバーン 10の行程一覧表                  | アウトバーン 10の行程一覧表                                | アウトバーン 10の行程一覧表                   | アウトバーン 10の行程一覧表 |
| IC 番号                     | 施設名                                       | 施設名                                                     | 接続路線名                                    | 州                          |
| --------------------------- | -------------------------------------------- | ---------------------------------------------------------- | --------------------------------------------- | --------------------------- |
| 1                           | ジャンクション                               | バルニム交差点 Kreuz Barnim                                | アウトバーン 10 アウトバーン 11 連邦道路2号線 | ブランデンブルク州          |
| 2                           | インターチェンジ                             | ベルリン＝ホーエンシェーンハウゼン Berlin-Hohenschönhausen | 連邦道路158号線                               | ブランデンブルク州          |
| 3                           | インターチェンジ                             | ベルリン＝マーツァーン Berlin-Marzahn                      | --                                            | ブランデンブルク州          |
| 4                           | アウトバーン規格の連邦道路とのジャンクション | ベルリン＝ヘラースドルフ Berlin-Hellersdorf                | 連邦道路1号線 連邦道路5号線                   | ブランデンブルク州          |
| 5                           | インターチェンジ                             | リューダースドルフ Rüdersdorf                              | --                                            | ブランデンブルク州          |
| 6                           | インターチェンジ                             | エルクナー Erkner                                          | --                                            | ブランデンブルク州          |
| 7                           | インターチェンジ                             | フライエンブリンク Freienbrink                             | --                                            | ブランデンブルク州          |
| 8                           | ジャンクション                               | シュプレーアウ分岐点 Dreieck Spreeau                       | アウトバーン 12                               | ブランデンブルク州          |
| 9                           | インターチェンジ                             | ニーダーレーメ Niederlehme                                 | --                                            | ブランデンブルク州          |
| 10                          | インターチェンジ                             | ケーニヒス・ヴスターハウゼン Königs Wusterhausen           | 連邦道路179号線                               | ブランデンブルク州          |
| 11                          | ジャンクション                               | シェーネフェルト交差点 Schönefelder Kreuz                  | アウトバーン 13 アウトバーン 113              | ブランデンブルク州          |
| 12                          | インターチェンジ                             | ラングスドルフ Rangsdorf                                   | 連邦道路96号線                                | ブランデンブルク州          |
| 13                          | インターチェンジ                             | ゲンスハーゲン Genshagen                                   | --                                            | ブランデンブルク州          |
| 14                          | アウトバーン規格の連邦道路とのジャンクション | ルートヴィヒスフェルデ＝東 Ludwigsfelde-Ost                | 連邦道路101号線                               | ブランデンブルク州          |
| 15                          | インターチェンジ                             | ルートヴィヒスフェルデ＝西 Ludwigsfelde-West               | --                                            | ブランデンブルク州          |
| 16                          | ジャンクション                               | ヌーテタール分岐点 Dreieck Nuthetal                        | アウトバーン 115                              | ブランデンブルク州          |
| 17                          | インターチェンジ                             | ミヒェンドルフ Michendorf                                  | 連邦道路2号線                                 | ブランデンブルク州          |
| 18                          | インターチェンジ                             | フェルヒ Ferch                                             | --                                            | ブランデンブルク州          |
| 19                          | ジャンクション                               | ポツダム分岐点 Dreieck Potsdam                             | アウトバーン 9                                | ブランデンブルク州          |
| 20                          | インターチェンジ                             | グリンドー Glindow                                         | --                                            | ブランデンブルク州          |
| 21                          | ジャンクション                               | ヴェルダー分岐点 Dreieck Werder                            | アウトバーン 2                                | ブランデンブルク州          |
| 22                          | インターチェンジ                             | グロース・クロイツ Groß Kreutz                             | 連邦道路1号線                                 | ブランデンブルク州          |
| 23                          | インターチェンジ                             | フェーベン Phöben                                          | --                                            | ブランデンブルク州          |
| 24                          | インターチェンジ                             | レースト Leest                                             | --                                            | ブランデンブルク州          |
| 25                          | インターチェンジ                             | ポツダム＝北 Potsdam-Nord                                  | 連邦道路273号線                               | ブランデンブルク州          |
| 26                          | アウトバーン規格の連邦道路とのジャンクション | ベルリン＝シュパンダウ Berlin-Spandau                      | 連邦道路5号線                                 | ブランデンブルク州          |
| 27                          | インターチェンジ                             | ブリーゼラング Brieselang                                  | --                                            | ブランデンブルク州          |
| 28                          | インターチェンジ                             | ファルケンゼー Falkensee                                   | --                                            | ブランデンブルク州          |
| 29                          | ジャンクション                               | ハーヴェルラント分岐点 Dreieck Havelland                   | アウトバーン 24                               | ブランデンブルク州          |
| 30                          | インターチェンジ                             | オーバークレーマー Oberkrämer                              | --                                            | ブランデンブルク州          |
| 31                          | ジャンクション                               | オラーニエンブルク交差点 Kreuz Oranienburg                 | アウトバーン 111 連邦道路96号線               | ブランデンブルク州          |
| 33                          | インターチェンジ                             | ビルケンヴェルダー Birkenwerder                            | 連邦道路96号線                                | ブランデンブルク州          |
| 34                          | インターチェンジ                             | ミューレンベック Mühlenbeck                                | --                                            | ブランデンブルク州          |
| 35                          | ジャンクション                               | パンコー分岐点 Dreieck Pankow                              | アウトバーン 114                              | ブランデンブルク州          |
| 1                           | ジャンクション                               | バルニム交差点 Kreuz Barnim                                | アウトバーン 10 アウトバーン 11 連邦道路2号線 | ブランデンブルク州          |

## 歴史
1936年から1939年の間に、ベルリンの東、南、南西のエリアで段階ごとに開通し、1972年から1979年の間に残りの部分が建設され、また一部のルートも変更され環状道路となった。